# Saint-Bresson (Haute-Saône)
Saint-Bresson település Franciaországban, Haute-Saône megyében. Lakosainak száma 420 fő (2022. január 1.). Saint-Bresson Le Val-d’Ajol, Amage, Amont-et-Effreney, La Longine, Raddon-et-Chapendu, Sainte-Marie-en-Chanois és Fougerolles-Saint-Valbert községekkel határos.

## Népesség
A település népessége az elmúlt években az alábbi módon változott:
| Lakosok száma | 475  | 450  | 448  | 439  | 435  | 430  | 427  | 423  | 420  |
|               | 2013 | 2015 | 2016 | 2017 | 2018 | 2019 | 2020 | 2021 | 2022 |